# جوني موريس
جوني موريس (بالإنجليزية: Johnny Morris)‏ (27 سبتمبر 1923 بمانشستر في المملكة المتحدة - 6 أبريل 2011) هو مدرب كرة قدم ولاعب كرة قدم إنجليزي في مركزي الهجوم ومهاجم داخلي. شارك مع منتخب إنجلترا لكرة القدم. أما مع النوادي، فقد لعب مع ديربي كاونتي وليستر سيتي ومانشستر يونايتد ونادي كيترينغ تاون ونادي كوربي تاون.

## وصلات خارجية
- جوني موريس على موقع قاعدة بيانات كرة القدم.إي يو (الإنجليزية)
- جوني موريس على موقع ناشيونال فوتبول تيمز (الإنجليزية)